# شهریارک کلومبانگارا
شهریارک کلومبانگارا (نام علمی: Symposiachrus browni) نام یک گونه از سرده شهریارک‌های رنگ‌پریده است.